# Erannis incompletaria
Erannis incompletaria är en fjärilsart som beskrevs av Adrian Hardy Haworth 1809. Erannis incompletaria ingår i släktet Erannis och familjen mätare. Inga underarter finns listade i Catalogue of Life.